# 中華基督教會協和小學（長沙灣）

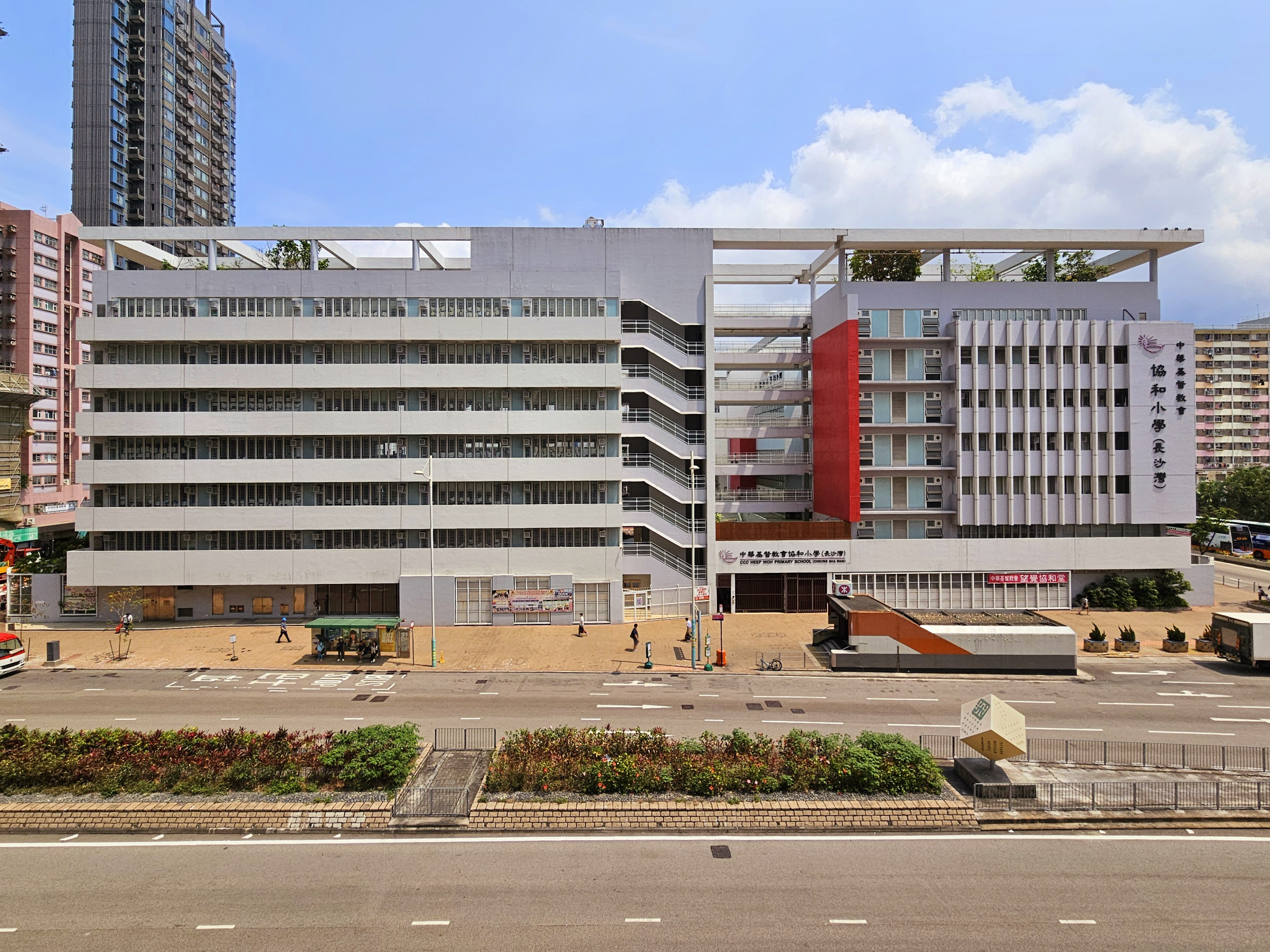
中華基督教會協和小學(長沙灣)，前方道路為東京街

中華基督教會協和小學(長沙灣)（英語：C.C.C. Heep Woh Primary School (Cheung Sha Wan)），是香港一間小學，校風良好，位於深水埗東京街，鄰近元州邨，聖公會聖多馬小學及港鐵長沙灣站。協和學校於1911年創辦（上午校於1947年創辦，下午校於1970年創辦），現為中華基督教會香港區會的小學。學校在2009年小一新生入學前興建，工程承建商為方永勝建築有限公司。

## 歷史

### 廣州時期（1911年至1948年）
- 1911年，美國傳教士碧盧夫人(Mrs. Bigelow)於廣州西關創立「協和」，首創幼稚園及幼稚園師範班，開拓中國幼兒教育之先河。
- 1921年，得英、美教會資助，購西村之地五十餘畝建築校舍，於1922年遷入上課，並增設小學部，學生人數激增。其後碧盧夫人回美，畢蕙馨女士(Miss Lulu Patton)、劉信恩女士(Miss Edna Lowery)及韓學道女士(Miss A. D.Hancock)相繼擔任校長，貢獻良多。
- 1931年，中華基督教會廣東協會加入贊助。翌年，廖奉靈碩士被委任為校長，向政府申請為立案高級中學，並定名為「私立協和女子中學」，同時幼稚園師範班歷史悠久，成績卓著，獲政府准許繼續辦學，校訓為「爾識真理，真理釋爾」。

### 根德道時期（1948年至1951年）
- 1947年，祖校校長廖奉靈碩士與美傳教士施禮常姑娘來港設校，租得根德道22號為校址。
- 1948年2月獲教育司署批准註冊，2月17日正式上課，聘陳元素碩士為校長，教師均為協和校友，學生人數最多為117人。
- 1951年根德道校址租約期滿，業主收回樓宇，學校幾陷停辦。幸得前賢努力，學校得以繼續運作。

### 亞皆老街時期（1952年至1956年）
- 1952年1月8日遷入亞皆老街繼續上課，初期之租金由校友支援及同工貸款所得。

同年，陳元素校長因體弱請辭，崔瑤芝女士奮起肩負校長之職，其後校務日臻完善，校譽日隆。在此艱難情況下，能渡過經濟之難關，皆有賴施禮常姑娘及全校同工全力支持。老師們上下一心，共同努力，學生會考成績優異，港督葛量洪夫人及教育司高司雅到校參觀，以示讚賞。

### 西洋菜街時期（1957年至1959年）
- 1956年美國聯合長老會，捐贈4萬美元，購得西洋菜街231號作為校舍，並於1957年初，幼稚園及小學全部遷入上址上課。其後學生人數日增，因中華基督教會香港區會已故總幹事汪彼得牧師及各位執委的支持，於1959年向政府申請太子道地段萬多尺，共同合作興建另一校舍。

### 太子道時期（1960年至現在）
- 1960年初，小學部遷入太子道西現址上課。原有西洋菜街之校舍，則撥作幼稚園用。
- 1969年9月，轉為政府津貼小學，直屬中華基督教會香港區會，分為上、下午校，由崔瑤芝校長執掌校政。同年領得太子道相連地段及東九龍慈雲山土地，分别興建另一24課室之校舍及開辦中華基督教會協和書院（1971年開校）。
- 1970年9月小學部新校舍落成，開辦下午校，當時上下午校各開辦36班，高峰期合共約3000名學生，亦曾為香港最大的小學（以學生人數計）。在九十年代，當時的九廣鐵路以擴建旺角車站（現為新世紀廣場）為理由，向協和小學提出以擴建原校舍，來換取原屬協和小學的部分後山土地發展。
- 1998年，第三校舍在金禧校慶落成。
- 2011年8月，全校正式轉為全日制小學，上午校遷往長沙灣長沙灣工廠大廈原址的新校並更名為「中華基督教會協和小學（長沙灣）」。
- 2015年，中華基督教會協和小學（長沙灣）有四個食水樣本含鉛量超標，十三個樣本之中含鉛量最高，是教員室茶水間水喉，達每公升21.8微克，超標一倍多。[2]

## 歷任校長
- 崔瑤芝女士（1970-1979）
- 黃寶鈿女士（1979-1990）
- 潘文懿女士（1990-1996；原同系何福堂小學下午校校長）
- 莫湘萍女士（1996-2010）
- 蔡世鴻先生（2010-）

## 歷任副校長
- 馬華景先生
- 葉小芹女士 (2006-2018)
- 陳國源先生 (2008-)
- 黃子茵女士 (2019-)
- 鄭俊傑先生 (2020-)

## 校歌
由廣州協和原版中文校歌的基礎上修改而成，以粵語唱誦。
鍾靈毓秀遠脈起西山之雲，春風時雨移澤香海之濱。
為神，為人，為國；求善求美求真，
協力和衷相愛相親，發揚我協和偉大之精神，
願我協和同學，宜砥勵切磋；好時光莫輕易放過；
奮前程，完責任，奏凱歌同聲讚頌，
同聲讚頌我母校協和！

## 學校設施
中華基督教會協和小學（長沙灣）共有課室30間、校園電視台、陶藝室、視藝室、多媒體室、2個音樂室（一樓1個，五樓1個）、2個電腦室、活動室、演講室、英語閱讀室、小組輔導室、社工室、校史室、家教會室及校牧室，並設有2個禮堂，2個籃球場、1個圖書館及閱覧室。籃球架4個，小賣部1個.

## 著名校友
- 伍樂城：香港著名音樂監製，作曲人
- 吳宇森（1963年上午校）：荷里活著名導演，第67屆威尼斯國際電影節「終身成就獎」得主
- 章國明（1964年）：香港電影導演
- 李元科（1960年代初小）：香港導演及電視劇集監製
- 魯振順（1972年上午校）：香港無綫電視男演員
- 楊仲恩（1973年上午校）：香港男演員和主持
- 吳啟明（1975年上午校）：前香港無綫電視藝員
- 吳啟華（1976年上午校）：香港電視演員
- 曹永廉（1977年上午校）：香港男演員
- 何宏禧：香港理工大學電子及資訊工程學系副教授
- 梁思浩：香港男藝人
- 范曉星：小提琴家
- 白只（1991年上午校）：香港男演員
- 阮民安（1992年上午校）：香港男歌手、前偶像團體 E-kids 成員
- 何君誠：前香港男演員
- 梁婉微（2001年上午校）：香港電視節目主持、女模特兒、前香港女子組合 Super Gear 成員
- 岑樂怡（2003年上午校）：香港女藝人
- 鄧紫棋（2003年上午校）：香港唱作女歌手
- 郭艷明：《信報》總編輯、前無綫新聞主播
- 黎乃棚（1962年上午校）：前聖公會林裘謀中學校長
- 梁頌康（1992年上午校）：前香港中文大學英文系助理教授、香港公開大學教育及語文學院副教授，英語研究學士課程主任
- 楊顯中（1958年上午校）：前入境處處長、香港西區海底隧道公司董事總經理、香港駕駛學院主席
- 曹貴子（1976年上午校）：醫生，康健國際主席

## 外部連結
- 中華基督教會協和小學（長沙灣）
- 中華基督教會協和小學（页面存档备份，存于）
- 中華基督教會協和小學-推動STEM處處 強化學生創意科技的基礎（页面存档备份，存于）